# Jürgen Stark
Jürgen Stark (n. 31 de mayo de 1948, Gau-Odernheim, Alemania) es un economista alemán. Se licenció en económicas en 1973 tras estudiar en la universidad de Hohenheim y en la universidad Eberhard Karls, habiéndose doctorado en 1975.
Tras haber sido miembro del departamento de política económica del Ministerio Federal de Economía de Alemania entre 1978 y 1988, formó parte de la Chancillería Federal hasta 1992. En los años subsiguientes ocupó distintos cargos en el Ministerio Federal de Finanzas alemán. En los periodos 1998-2002 y 2002-2006 fue vicepresidente del Deutsche Bundesbank. Fue propuesto para el consejo de gobierno del Banco Central Europeo, cargo que abandonó en septiembre de 2011.
Ha asistido a varias reuniones del G7 y el G20, entre otros foros internacionales, como representante alemán, además de cubrir otros cargos como el de miembro del Comité Monetario de la Unión Europea entre 1995 y 1998.